# Іванов Іван Іванович (літературознавець)
Іван Іванович Іванов  (* 1862 — † 1929) - Історик західноєвропейської літератури та театру.

## Життєпис
Народився 22 вересня 1862 у м. Білому Смоленської губ. у родині військового.
У 1886 отримав вищу освіту на історико-філологічному ф-ті Московського ун-ту. Головний вплив на нього мав проф. М.Стороженко. Захистив дисертацію на ступінь магистра історії: «Политическая роль французского театра в связи с философией XVIII века» (-М., 1895). Вчене звання доктора історії отримав за дисертацію «Сен-Сімон и Сен-Сімонизм» (1901). Викладав у Московському ун-ті як приват-доцент лекції з історії культури Європи XVIII–XIX ст. Виступав в ролі театрального критика у пресі, співробітничав в енциклопедичних виданнях Брокгауза та Ефрона та С.Венгерова. З травня 1905 по вересень 1907 викладав на посадах екстраодинарного та ординарного проф-а кафедри загальної історії історико-філологічного ф-ту Імператорського Новоросійського університету та на Одеських жіночих педагогічних курсах. Спочатку його лекції викликали захоплення в студентів, що нагороджували лектора оплесками та вщент заповнювали аудиторії. Однак невдовзі вони розчарувались у лекторі, який уникав власних оцінок та конкретних фактів. До цього спричинились і його консервативні погляди. Протягом всього часу перебування в Одесі він виступав проти лівих професорів та студентів. Виступав на Історико-філологічному товаристві  при Імператорському Новоросійському університеті, читав публічні лекції. З осені 1907 до 1913 був директором Ніжинського історико-філологічного інституту. Потім знову повернувся до Московського університету.
Помер у Москві 17 грудня 1929.

## Наукова діяльність
Як історик найбільшу увагу приділив біографічному жанру: автор нарисів про М.Гоголя, І.Тургенева, М.Писемського, Петра І, Олександра ІІ та ін. Піддавав критиці лівих публіцистів та письменників. Більшість його робіт мають еклектичний та популяризаторський характер. Традиційно для більшості тогочасних істориків літератури віддавав перевагу історико-культурному методу, намагаючись пов'язати літературні явища та соціологію.

### Праці
- Политическая роль французского театра в связи с философией XVIII века, М., 1895;
- Шекспир. — СПб, 1896;
- Писемский, СПб, 1898;
- Сен-Симон и сенсимонизм. — М., 1901;
- Рыцарь слова и жизни (Сервантес и его «Дон-Кихот»), 2 изд., М., 1911;
- В.Шекспир. Биографический очерк, М., [1904];
- Ф.Шиллер. Биографический очерк. — М., 1905.